# アデア郡 (オクラホマ州)
座標: 北緯35度53分 西経94度40分 / 北緯35.88度 西経94.66度
アデア郡（英: Adair County）は、アメリカ合衆国のオクラホマ州にある郡。2000年時点での人口は21,038人で、郡庁所在地はスティルウェル (Stilwell)。郡の名はチェロキー族のアデア家にちなんだものである。

## 地理
アメリカ合衆国国勢調査局によると、この郡は総面積1,494km2 (577 mi2) である。このうち1,491km2 (576 mi2)が陸地で、4km2 (1 mi2) が海や湖などの水域である。総面積のうち0.24%が水域となっている。

### 幹線道路
- 国道59号線
- 国道62号線
- 州道51号線

### 隣接する郡
- デラウェア郡（北）
- ベントン郡 (アーカンソー州)（北東）
- ワシントン郡 (アーカンソー州)（東）
- クロウフォード郡 (アーカンソー州)（南東）
- セコイア郡（南）
- チェロキー郡（西）

### 国立保護区
- オザーク高原国立野生生物保護区

## 人口動静

2000年の時点での郡の人口ピラミッド

2000年の国勢調査によると、アデア郡には21,038人、7,471世帯、及び5,565家族が暮らしている。人口密度は14/km2 (36/mi2) で、6/km2 (14/mi2) の平均的な密度に8,348軒の住居が建っている。この郡の人種の構成は白人48.52%、黒人（アフリカ系アメリカ人）0.18%、先住民42.49%、アジア系0.10%、太平洋諸島系0.02%、その他の人種1.25%、及び混血7.45%で、3.12%の人々がヒスパニックまたはラテン系である。郡民の88.7%が英語、8.8%がチェロキー語、2.3%がスペイン語をそれぞれの母語としている。
アデア郡に住む7,471世帯のうち、37.30%は18歳未満の子どもと暮らしており、57.10%は夫婦で生活している。12.90%は未婚の女性が世帯主であり、25.50%は家族以外の住人と同居している。22.80%は独居で、全世帯の9.80%は65歳以上の独居老人世帯である。1世帯あたりの平均人数は2.76人であり、家庭の場合は3.25人である。
郡の住民は30.30%が18歳未満の子どもで、18歳以上24歳以下が8.90%、25歳以上44歳以下が27.20%、45歳以上64歳以下が21.60%、および65歳以上が12.00%となっている。平均年齢は33歳である。女性100人ごとに対して男性は97.20人いて、18歳以上の女性100人ごとに対して男性は94.40人いる。
郡の世帯ごとの平均収入は24,881米ドルで、家族ごとでは29,525米ドルである。男性の23,741米ドルに対して女性は19,720米ドルの平均的な収入がある。この郡の一人当たりの収入 (per capita income) は11,185米ドルである。総人口の23.20%、家族の19.40%は貧困線以下である。18歳未満の子どもの28.20%及び65歳以上の23.70%は貧困線以下の生活を送っている。

### 都市、町および地域共同体

アデア郡の地図

- バラード (Ballard, Oklahoma)
- バロン (Baron, Oklahoma)
- ベル (Bell, Oklahoma)
- バンチ (Bunch, Oklahoma)
- チェリー・ツリー (Cherry Tree, Oklahoma)
- チューウィー (Chewey, Oklahoma)
- クリスティー (Christie, Oklahoma)
- エロヒム・シティ (Elohim City, Oklahoma)
- フェアフィールド (Fairfield, Oklahoma)
- グリージー (Greasy, Oklahoma)
- ライオンズ・スウィッチ (Lyons Switch, Oklahoma)
- マリエッタ (Maryetta, Oklahoma)
- パーヴィン (Peavine, Oklahoma)
- ロッキー・マウンテン (Rocky Mountain, Oklahoma)
- セイラム (Salem, Oklahoma)
- スティルウェル (Stilwell, Oklahoma)
- ワッツ (Watts, Oklahoma)
- ワッツ・コミュニティ (Watts Community, Oklahoma)
- ウェスト・パーヴィン (West Peavine, Oklahoma)
- ウェストヴィル (Westville, Oklahoma)
- ザイオン (Zion, Oklahoma)

## NRHPの史跡
アデア郡では下記の地点がアメリカ合衆国国家歴史登録財 (NRHP) に登録されている。
- アデア郡庁舎（スティルウェル）
- ゴルダス製粉所（スティルウェル）
- ビーバー峡谷（スティルウェル）
- バフィントン・ホテル（ウエストヴィル）
- ジェシー・ブッシーヘッドの墓（ウエストヴィル）
- オペラ街（ウエストヴィル）